# Orion-program
Az Orion–program egy argentin rakétaprogram.
A Centauri program alatt megszerzett tapasztalatok feldolgozásával 1965-től folytatták a rakétafejlesztést. További programként a Föld felső légkörének vizsgálatát, meteorológiai megelőzést (jégverés csökkentés) és biológiai kísérletek terveztek.

## Orion–1
Egyfokozatú, szilárd hajtóanyagú rakéta. Első indítását 1965. október 1-jén hajtották végre az Amerikai Egyesült Államok területén található Wallops-szigetről, az utolsó 1971. december 19-én volt. Három tesztindítást végezetek, hogy az amerikai szakemberek méréseket végezhessenek a rakéta működésével kapcsolatban. 22 indításból egy sikertelen volt. Eredményessége 95% volt.
Tömege 100 kilogramm volt. Hossza 4, átmérője 0,21 méter. Elért magasság 95 kilométer.

## Orion–2
Egyfokozatú, szilárd hajtóanyagú rakéta. A rakétán több korszerűsítést végeztek (önellenőrző rendszer, motor). Az első indítás 1965. október 1-jén, az utolsó 1966. július 1-jén történt. Mindkét indítás sikeres volt.
Tömege 100, hasznos terhe 10 kilogramm volt. Hossza 3, átmérője 0,21 méter. Elért magasság 80 kilométer.

## Orion–3
Egyfokozatú, szilárd hajtóanyagú rakéta. Első indítása 1966. július 11-én, az utolsó 1966. november 7-én történt. 22 indítást regisztráltak.
Tömege 100, hasznos terhe 25 kilogramm volt. Hossza 3,77, átmérője 0,21 méter. Elért magasság 160 kilométer. Végsebessége 1970 km/h.